# ピンクグルーテンドルスト

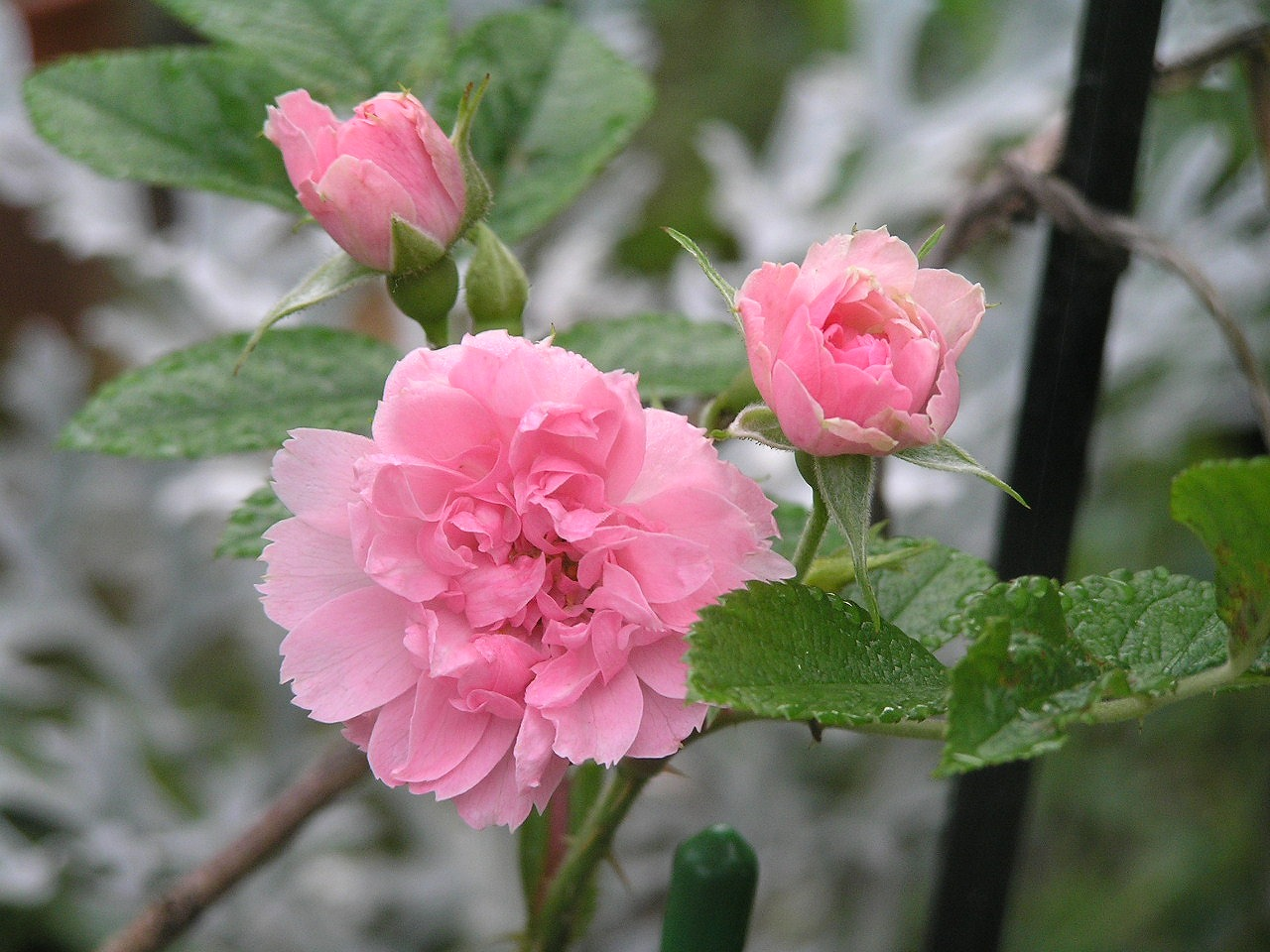
ピンクグルーテンドルスト（2007．7.19）

ピンクグルーテンドルスト（Pink Grootendorst）は、バラの一品種であり、モダンローズ、ハイブリッド・ルゴサ（HRg）に分類される。

## 概要
ポーランド1923年作のオールドローズの人気品種であり、ハマナス（ロサ・ルゴザ）を交配の親とする「ルゴザ系」の一つ。日本でも比較的普及している。主に6月～7月頃にカーネーションに似たロゼット咲きの直径5センチくらいの愛らしいピンクの花を開く。四季咲き性。ハマナスの交配種であり、葉はハマナスのそれを受け継いでいる。耐病性は強い。トレリスに絡めたり、生垣などに向いている。色違いに白、赤がある。